# Olfert Dapper
Olfert Dapper (Amsterdam, 6 gennaio 1639 – Amsterdam, 29 dicembre 1689) è stato uno scrittore e medico olandese.

## Biografia

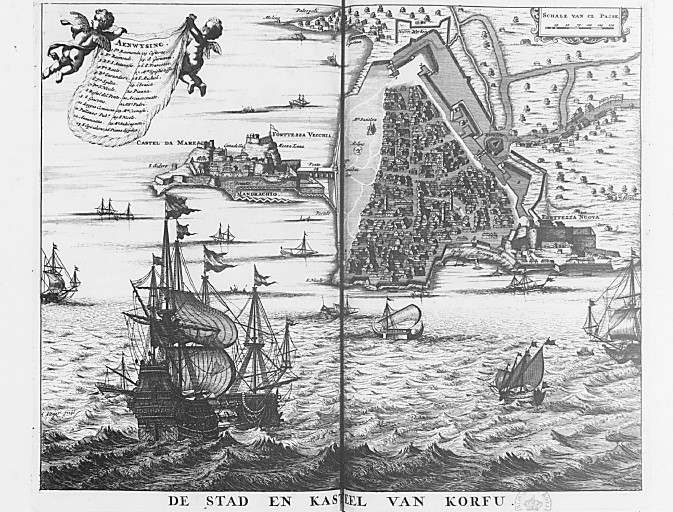
Illustrazione della città e del Castello di Corfù, dal libro di Dapper Description of Morea (1688)

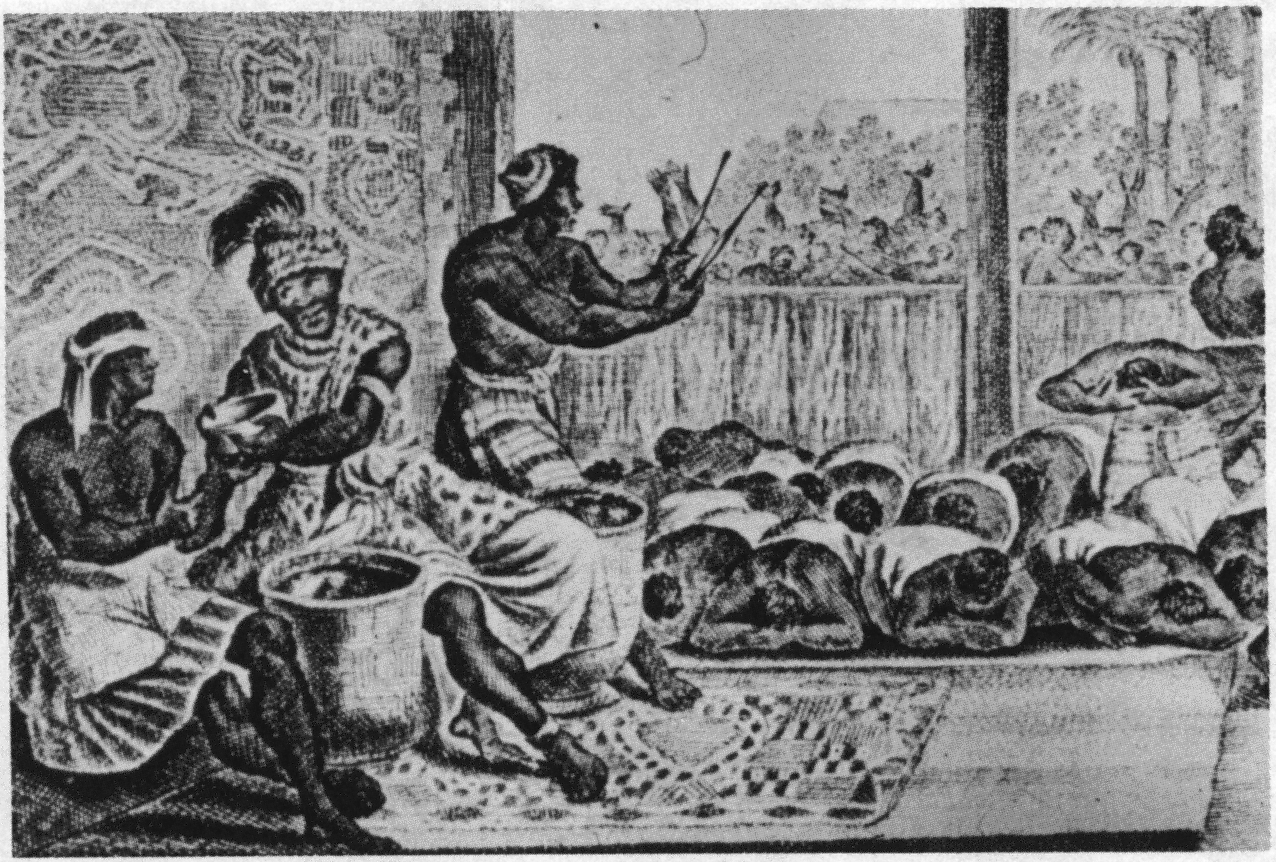
Illustrazione del Regno di Loango, dal libro di Dapper, Description of Africa (1668)

Olfert Dapper nacque nei primi mesi del 1636, nel quartiere Jordaan di Amsterdam. Il 6 gennaio 1636, fu battezzato nella chiesa luterana di Amsterdam.
Nel 1663 scrisse un libro sulla storia di Amsterdam. Il suo libro, Description of Africa (in italiano: Descrizione dell'Africa) pubblicato nel 1668, ebbe un enorme successo, soprattutto in quelle zone. Successivamente, per renderlo leggibile anche negli altri Paesi, lo tradusse in inglese, in francese e in tedesco. Tuttavia, c'è da sottolineare che Dapper non viaggiò per l'Africa, ma incaricò altri al suo posto, come i suoi missionari, gesuiti e esploratori (olandesi). Nel giro di pochi anni pubblicò anche sulla storia della Cina, India, Persia, Georgia, e Arabia.

## Influenza
Fino ad oggi il libro di Dapper, Description of Africa, è considerato un testo storico della storia africana.
Ad Amsterdam una strada porta il suo nome.
Lo scrittore olandese Willem Frederik Hermans scrisse un libro su Dapper, col titolo Het Evangelie van O. Dapper Dapper (1973).
A Parigi aprirono un museo (1986) chiamato Musée Dapper, dal quale prende il suo nome.
Peter S. Beagle gli ha dedicato il libro intitolato L'ultimo unicorno, e nel 2012, ha scritto un racconto immaginario dei suoi viaggi.

## Opere

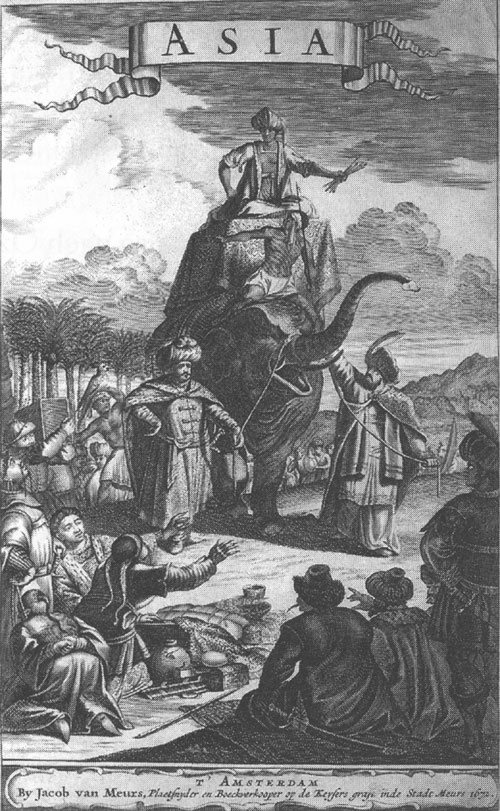
Illustrazione della gente a cavallo di un elefante, librodi Dapper Description of Asia (1680)

- Historische beschryving der Stadt Amsterdam : waer in de voornaemste geschiedenissen ... hier ter stede voor-gevallen zijn, verhandelt, en ... in meer als tzeventigh kopere platen ... vertoont worden (1663)[6]
- Archive.[7]
- Naukeurige beschrijvinge der Afrikaensche Eylanden (1668)[8]
- Gedenkwaerdig bedryf der Nederlandsche Oost-Indische Maetschappye, op de kuste en in het Keizerrijk van Taising of Sina: behelzende het 2e gezandschap aen den Onder-Koning Singlamong ... Vervolgt met een verhael van het voorgevallen des jaers 1663 en 1664 op de kuste van Sina ... en het 3e gezandschap aan Konchy, Tartarsche Keizer van Sina en Oost Tartarye ... beneffens een beschryving van geheel Sina (1670)[9]
- Asia, of naukeurige beschryving van het rijk des Grooten Mogols, en een groot gedeelte van Indiën: ... beneffens een volkome beschryving van geheel Persie, Georgie, Mengrelie en andere gebuur-gewesten ... verciert doorgaens met verscheide afbeeldingen in kooper gesneden (1672)[10]
- Naukeurige beschrijving van gantsch Syrie, en Palestyn of Heilige lant; ... beneffens de landen van Perea of Over-Jordaen, Galilea, byzonder Palestyn, Judea en Idumea: ... verrijkt met lantkaerten en afbeeldingen der voornaemste steden, en gedenkwaerdighste gebouwen (1677)[11]
- Naukeurige beschryving van Asie : behelsende de gewesten Mesopotamie, Babylonie, Assyrie, Anatolie of Klein Asie : beneffens eene volkome beschrijving van gansch ... Arabie (1680)[12]
- Naukeurige beschrijving van Morea, eertijts Peloponnesus; en de eilanden, gelegen onder de kusten van Morea, en binnen en buiten de Golf van Venetien; waer onder de voornaemte Korfu, Gefalonia, Sant Maura, Zanten, en andere in grooten getale (1688)[13]
- Naukeurige beschryving der Eilanden, in de Archipel der Middelantsche Zee, en omtrent dezelve, gelegen: waer onder de voornaemste Cyprus, Rhodus, Kandien, Samos, Scio, Negroponte (1688)[14]